# Rui Nogueira Simões
Rui Manuel Nogueira Simões (Malveira, 9 de janeiro de 1930 – Lisboa, 1 de abril de 2002) foi um engenheiro civil, empresário e dirigente associativo português.
Foi vice-presidente (1990-2000) e presidente (2000-2002) da Confederação da Indústria Portuguesa (CIP)

## Família
Filho de Gregório Simões, comerciante, e de sua mulher Maria Jorge Nogueira Simões, Rui Manuel Nogueira Simões nasceu na Malveira, concelho de Mafra, em 9 de Janeiro de 1930 e morreu em Lisboa em 1 de Abril de 2002.
Casou em 1959 com Iolanda Maria de Vasconcelos Lima e o casal teve 6 filhos:
- Ana de Vasconcelos Lima Nogueira Simões - n. 1961;
- Pedro Maria de Vasconcelos Lima Nogueira Simões - n. 1962;
- Teresa Maria de Vasconcelos Lima Nogueira Simões - n. 1964;
- Rui Henrique de Vasconcelos Lima Nogueira Simões - n. 1965;
- Gonçalo Maria de Vasconcelos Lima Nogueira Simões - n. 1970;
- Diogo Maria de Vasconcelos Lima Nogueira Simões - n. 1977.

## Engenheiro civil e empresário
Licenciado em Engenharia Civil pelo Instituto Superior Técnico em 1958, iniciou a sua actividade profissional nos Serviços Hidráulicos do Estado, que trocou pelas funções na empresa especialista em fundações Sopecate, da qual viria a ser accionista e presidente do Conselho de Administração. Mais tarde, em 1970, constitui com outros dois sócios a empresa de construção civil Sotencil, da qual viria também a ser presidente.
Foi empresário em diversas áreas de actividade (construção, hotelaria, imobiliário, indústria transformadora), mas foi às obras públicas que dedicou maior atenção.
A Ordem dos Engenheiros atribuiu-lhe em 2001 os títulos de Membro Conselheiro, a mais alta distinção profissional, e de especialista em Direcção e Gestão da Construção.

## Associativismo
Presidiu, desde 1988, à direcção da AECOPS (Associação de Empresas de Construção e Obras Públicas), de cuja fundação foi o principal impulsionador. Foi também o principal dinamizador da Federação Portuguesa da Indústria da Construção e Obras Públicas (FEPICOP).
Foi presidente do ITIC (Instituto Tecnico para a Indústria da Construção), membro do Conselho Superior de Estatística e dos Conselhos Consultivos do LNEC (Laboratório Nacional de Engenharia Civil), da Profabril e da Licenciatura em Engenharia Industrial do IST (Instituto Superior Técnico).
Ocupou durante mais de dez anos a vice-presidência da CIP e no ano de 2001 foi eleito para o lugar de Presidente. 

## Intervenção política e social
O seu grande empenhamento nas questões sociais levou-o ainda a aceitar desempenhar funções tão diversas como as de vice-presidente da Câmara Municipal de Mafra, membro da Assembleia Municipal de Lisboa, Presidente da Assembleia Geral da Caixa de Crédito Agrícola Mútuo de Mafra, Vice-Presidente da ELO (Associação Portuguesa para o desenvolvimento Económico e Cooperação), Vogal do Conselho Consultivo do Forum para a Competitividade, entre outros.
Na comunicação social integrou o conselho de opinião da RTP e foi, desde 1980, director do jornal regional de Mafra O Carrilhão, do semanário Jornal da Construção e da revista Indústria da Construção.
Foi vice-presidente do Conselho Económico e Social, membro efectivo da Comissão Permanente para a Concertação Social e administrador não executivo do Instituto de Emprego e Formação Profissional.

## Homenagens Póstumas

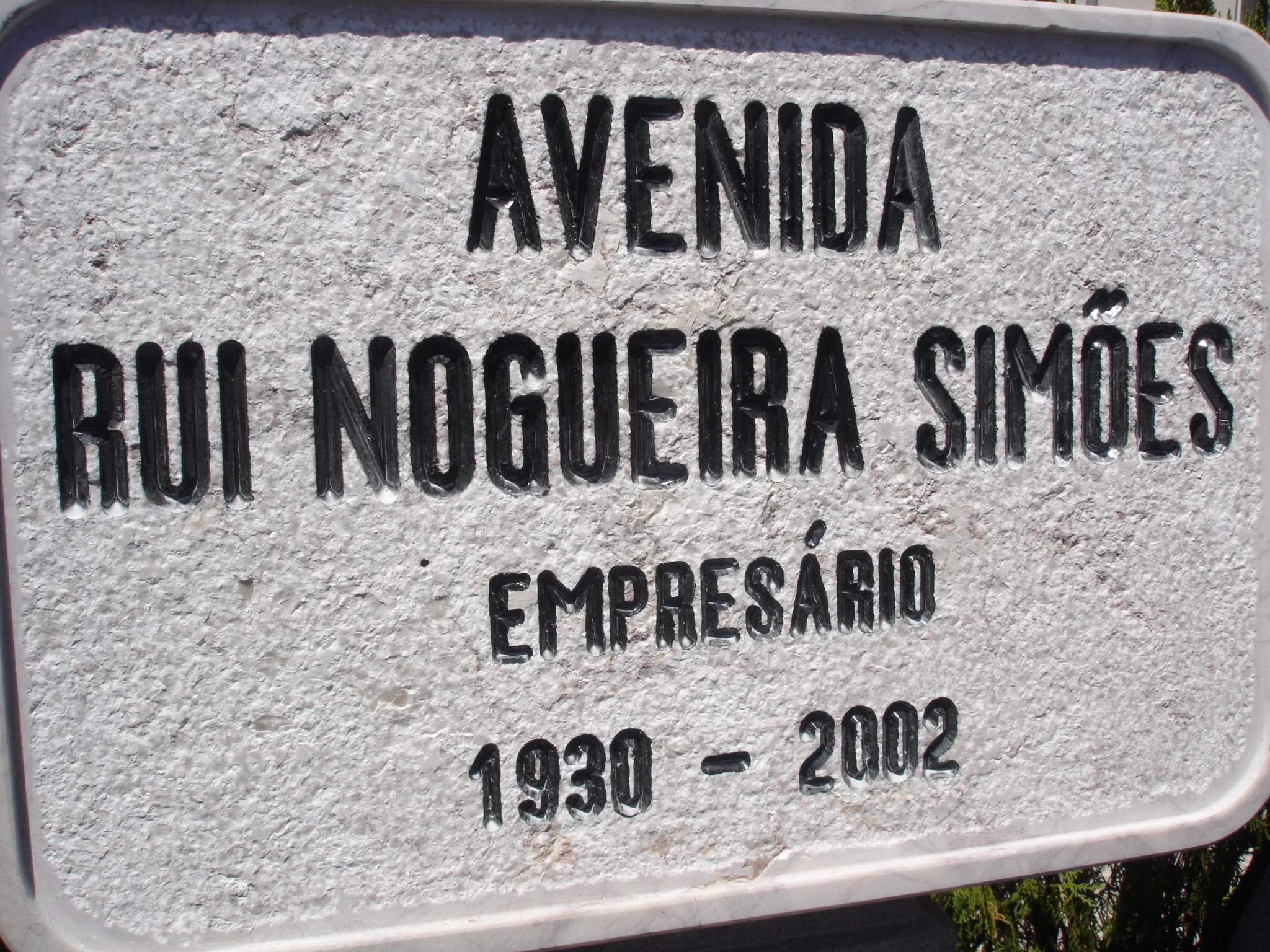
Avenida Rui Nogueira Simões, Lisboa

Rui Nogueira Simões marcou o movimento associativo em Portugal, ficando conhecido pela sua capacidade negocial e a sua habilidade em dialogar, contribuindo para o debate político, paralelamente à sua actividade empresarial e desenvolvendo acções relevantes nas áreas social e cívica. Sempre se caracterizou pela sua frontalidade, honestidade e empenhamento.
Após a sua morte a Câmara Municipal de Lisboa homenageou-o com a atribuição do seu nome a uma Avenida na Freguesia de São Domingos de Benfica - Avenida Rui Nogueira Simões.
Também a Câmara Municipal de Mafra atribuiu o seu nome a uma rua em Mafra e outra na Malveira, onde nasceu.